# Lydenburgia abbottii
Lydenburgia abbottii är en benvedsväxtart som först beskrevs av A.E.van Wyk och M.Prins, och fick sitt nu gällande namn av Steenkamp, A.E.van Wyk och M.Prins. Lydenburgia abbottii ingår i släktet Lydenburgia och familjen Celastraceae. Inga underarter finns listade.